# Natasha Richardson
Pour les articles homonymes, voir Richardson.
Natasha Richardson, née le 11 mai 1963 à Londres (Royaume-Uni) et morte le 18 mars 2009 à New York (États-Unis), est une actrice britannico-américaine.

## Biographie

### Jeunesse
Natasha Jane Richardson naît le 11 mai 1963 à Londres, dans le quartier de Marylebone. Fille aînée du réalisateur Tony Richardson et de l'actrice Vanessa Redgrave, elle est issue d'une famille de comédiens : petite-fille des acteurs Michael Redgrave et Rachel Kempson, elle est la nièce de Lynn Redgrave et de Corin Redgrave, et la sœur aînée de Joely Richardson. Elle est également la belle-fille du comédien italien Franco Nero (marié en troisièmes noces à sa mère, Vanessa Redgrave) et la demi-sœur de Carlo Nero, fils de Franco Nero et Vanessa Redgrave.
Natasha Richardson a joué le personnage principal dans La Servante écarlate (1990) adapté d'un roman de Margaret Atwood. Elle a également interprété un rôle secondaire dans Nell (1994) et dans Coup de foudre à Manhattan (2002). Elle a remporté le Tony Award de la meilleure actrice dans une comédie musicale en 1998 pour son rôle de Sally Bowles dans Cabaret.

### Vie privée

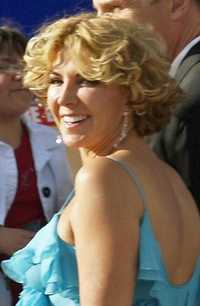
Natasha Richardson à Londres à la première de Le Monde de Narnia : Le Prince Caspian le 19 juin 2008.

Natasha Richardson épouse le producteur Robert Fox (en) le 15 décembre 1990, dont elle divorce le 30 juin 1993. Elle se remarie le 3 juillet 1994 avec l'acteur Liam Neeson, dont elle a fait la connaissance en jouant le rôle-titre de la pièce Anna Christie à Broadway. De cette union sont nés deux garçons : Micheál Richardson (en) en 1995 et Daniel en 1996.

### Cause du décès
Le 16 mars 2009, alors de passage au Québec pour des vacances avec l'un de ses fils, Natasha Richardson, âgée de 45 ans est victime d'une chute à ski au mont Tremblant (Québec) alors qu'elle apprenait les rudiments du sport sur une piste réservée aux débutants en compagnie d’un instructeur privé. Quelques heures après avoir refusé qu'on la conduise aux urgences, l'actrice est victime d’un malaise.
Finalement transportée au Centre hospitalier Laurentien de Sainte-Agathe-des-Monts, puis transférée à l'hôpital du Sacré-Cœur à Montréal, elle souffre selon les urgentistes d'un grave traumatisme crânien. Elle meurt deux jours plus tard, le 18 mars 2009.

## Filmographie

### Cinéma
- 1968 : La Charge de la brigade légère (The Charge of the Light Brigade) de Tony Richardson : la fille à la fleur au mariage
- 1973 : Le Témoin à abattre (La Polizia incrimina la legge assolve) de Enzo G. Castellari : la fille jouant à la marelle
- 1983 : Every Picture Tells a Story de James Scott : Miss Bridle
- 1986 : Gothic de Ken Russell : Mary Shelley
- 1987 : Un mois à la campagne (A Month in the Country) de Pat O'Connor : Alice Keach
- 1988 : Patty Hearst de Paul Schrader : Patricia Hearst
- 1989 : Les Maîtres de l'ombre (Fat Man and Little Boy) de Roland Joffé : Jean Tatlock
- 1990 : La Servante écarlate (The Handmaid's Tale) de Volker Schlöndorff : Kate/Offred
- 1990 : Étrange Séduction (The Comfort of Strangers) de Paul Schrader : Mary
- 1991 : La Montre, la Croix et la Manière (The Favour, the Watch and the Very Big Fish) de Ben Lewin : Sybil
- 1991 : Coupable (Past Midnight) de Jan Eliasberg : Laura Mathews
- 1994 : Parfum de scandale (Widows' Peak) de John Irvin : Mrs. Edwina Broome
- 1994 : Nell de Michael Apted : Dr Paula Olsen
- 1998 : À nous quatre (The Parent Trap) de Nancy Meyers : Elizabeth James
- 2001 : Coup de peigne (Blow Dry) de Paddy Breathnach : Shelley Allen
- 2001 : Chelsea Walls de Ethan Hawke : Mary
- 2002 : Une chambre pour quatre (Waking Up in Reno) de Jordan Brady : Darlene Dodd
- 2002 : Coup de foudre à Manhattan (Maid in Manhattan) de Wayne Wang : Caroline Lane
- 2005 : Asylum de David Mackenzie : Stella Raphael
- 2005 : La Comtesse blanche (The White Countess) de James Ivory : Comtesse Sofia Belinskya
- 2007 : Le Temps d'un été (Evening) de Lajos Koltai : Constance Lord
- 2008 : Wild Child de Nick Moore : Mrs. Kingsley

### Télévision
- 1984 : Ellis Island, les portes de l'espoir de Jerry London (série télévisée) : une jeune prostituée
- 1984 : Oxbridge Blues (série télévisée) : Gabriella
- 1985 : Screen Two de Christopher Morahan (série télévisée) : Jilly
- 1985 : Les Aventures de Sherlock Holmes (The Adventures of Sherlock Holmes) (série télévisée) : Violet Hunter
- 1987 : Theatre Night (série télévisée) : Regina
- 1993 : Hostages de David Wheatley (téléfilm) : Jill Morrell
- 1993 : Great Performances (série télévisée) : Catharine Holly
- 1993 : Zelda de Pat O'Connor (téléfilm) : Zelda Fitzgerald
- 1996 : Les contes de la crypte (Tales from the Crypt) (série télévisée) : Fiona Havisham
- 2000 : L'Homme qui vint dîner (The Man Who Came to Dinner) de Jay Sandrich (téléfilm) : Host
- 2001 : Haven de John Gray (téléfilm) : Ruth Gruber
- 2007 : The Mastersons of Manhattan de James Burrows (téléfilm) : Victoria Masterson